# Ediciones Ibéricas
Ediciones Ibéricas es una editorial española fundada por Juan Bautista Bergua en 1927 y dedicada a la publicación de la literatura clásica.
En 1879, Juan Bergua López, su padre, abrió la "Librería Bergua", que fue hasta 1939 la "Librería-Editorial Bergua". Ediciones Ibéricas ha publicado más de 150 libros de clásicos grecolatinos y sobre religiones y filosofías bajo el nombre Ediciones Ibéricas y "Clásicos Bergua". El catálogo incluye el famoso Las Mil Mejores Poesías de la Lengua Castellana, ahora en su trigésima segunda edición.
Su librería oficial en línea, "La Crítica Literaria", ofrece toda la colección de Ediciones Ibéricas en formato digital y acceso gratuito a más de 40.000 páginas.